# Apollonia Kotero
Patricia Apollonia Kotero (née le 2 août 1959) est une chanteuse, actrice, ancienne mannequin et manager de talent  américaine.
Elle est connue pour avoir joué dans le film Purple Rain de Prince en 1984 et pour avoir été la chanteuse principale du girl group Apollonia 6.

## Jeunesse
Kotero nait à San Pedro, en Californie, et est fille d'immigrants mexicains dont elle est l'aînée de six enfants. Son père, Victor, est gérant de restaurant et sa mère, Socorro, s'occupe des personnes âgées. Elle abandonne l'école à 16 ans pour poursuivre une carrière de mannequin.

## Carrière

### Début de carrière
Kotero a travaillé comme actrice, chanteuse et mannequin. Après avoir remporté le concours de beauté Miss San Pedro et après son passage en tant que pom-pom girl pour les Rams de Los Angeles au début des années 1980, Kotero a commencé à jouer dans des films et des séries télévisées tels que CHiPs, Tales of the Gold Monkey, Fantasy Island, Matt Houston, et Knight Rider. Entre mars et septembre 1982, elle est apparue dans des vidéoclips pour "The Other Woman" de Ray Parker Jr. et "Shakin" d'Eddie Money. En mai 1984, elle est apparue dans le téléfilm ABC The Mystic Warrior en tant que femme amérindienne Wicahpi.

### Prince etPurple Rain
Lorsque le leader de l'époque de Vanity 6, Denise "Vanity" Matthews, démissionne de ses membres avant le tournage du film de Prince, Purple Rain, en 1984, Kotero décroche le rôle principal féminin du film. Vanity 6, rebaptisé Apollonia 6 pour le film, qui mettait également en vedette les chanteurs de soutien Brenda Bennett et la petite amie de Prince, Susan Moonsie. Apollonia 6 s'est lancé dans une tournée mondiale pour promouvoir son single à succès Sex Shooter.
Kotero enregistre initialement une version de la chanson Manic Mondaypour l'album de 1984 Apollonia 6. L'album est écrit et composé par Prince, la chanson est devient ensuite un single à succès mondial pour The Bangles. La chanson de Prince Take Me with U comporte des vocals de Kotero, et elle atteint la 25e place du classement Billboard Top 40 aux États-Unis.
En 1985, Kotero quitte le camp de Prince pour apparaître sur le feuilleton télévisé aux heures de grande écoute de CBS Falcon Crest, jouant Apollonia, la petite amie du personnage joué par Lorenzo Lamas, pendant dix semaines consécutives. Elle interprète plusieurs chansons en solo, dont Red Light Romeo, écrite et composée par Jon Lind.

### Carrière postérieure
En 1988, Warner Records a sorti le premier album solo de Kotero, intitulé Apollonia,. Trois singles ont été tirés de l'album : « Since I Fell for You », « The Same Dream » et « Mismatch ».
Elle a continué à apparaître dans des films tels que Ministry of Vengeance (1989), Back To Back (1990), Black Magic Woman (1991) et deux productions italiennes: La Donna di una Sera (A Lady for a Night) (1991) et Cattive Ragazze (1992). Elle est revenue à la télévision sur des émissions telles que Sliders et Air America (qui partageait la vedette avec Lorenzo Lamas, son ancienne co-vedette dans Falcon Crest ), et a également animé le programme Latin Beat de The Jazz Channel. Au cours de cette période, une vidéo d'exercice intitulée Go For It a également été publiée. Kotero pouvait également être vu sur E! Celebrity Homes, The Test, Rendezview et MTV Cribs, avec son amie Carmen Electra.
En 2005, Kotero a créé une société de divertissement multimédia, Kotero Entertainment, qui a fait appel à un certain nombre de producteurs pour produire une série télévisée d'animation pour enfants ainsi que des longs métrages. Kotero Entertainment a également commencé à gérer de jeunes talents tels que la star de la télévision et du cinéma Sascha Andres et la jeune chanteuse pop Nikki Barreras, également connue sous le nom de Nikki B.
En 2009, les vocals de Kotero sont sur la cover de The Twilight Singers (en) de « When Doves Cry » de Prince pour l'hommage par le magazine Spin à l'occasion du 25e anniversaire de l'album Purple Rain, intitulé Purplish Rain.

## Discographie

### Albums studio
- Apollonia (1988)

### Avec Apollonia 6
- Apollonia 6 (1984)

### Singles
| Titre                                                               | Sortie | Meilleure position | Meilleure position | Meilleure position | Album       |
| Titre                                                               | Sortie | US                 | US Dance           | US R&B             | Album       |
| ------------------------------------------------------------------- | ------ | ------------------ | ------------------ | ------------------ | ----------- |
| Take Me with U (avec Prince)                                        | 1985   | 25                 | 7                  | 40                 | Purple Rain |
| Since I Fell for You                                                | 1988   | -                  | 20                 | -                  | Apollonia   |
| Mismatch                                                            | 1989   | -                  | 10                 | -                  | Apollonia   |
| The Same Dream                                                      | 1989   | -                  | -                  | -                  | Apollonia   |
| "-" indique un enregistrement qui n'est pas rentré dans les charts. |        |                    |                    |                    |             |